# 3-as busz (Hajdúszoboszló, 1989–2013)
A hajdúszoboszlói 3-as jelzésű autóbusz az Autóbusz-állomás és a Nádudvari utca (Temető) között közlekedett. A járatot a Hajdú Volán üzemeltette.

## Útvonala
| Nádudvari utca (Temető) felé                                                                                | Autóbusz-állomás felé                                                                                       |
| --- | --- |
| Autóbusz-állomás vá. – Hőforrás út – Szováti út – Rákóczi út – Nádudvari utca – Nádudvari utca (Temető) vá. | Nádudvari utca (Temető) vá. – Nádudvari utca – Rákóczi út – Szováti út – Hőforrás út – Autóbusz-állomás vá. |

## Megállóhelyei
| 0  | Autóbusz-állomás végállomás        | 20 | 1, 1A, 6, Tesco         |
| 2  | Hőforrás út 4.                     | 18 | 1A                      |
| 3  | Hőforrás út 74.                    | 17 | 1A                      |
| 5  | Szociális otthon                   | 15 | 1A                      |
| 6  | Hőforrás út 135.                   | 14 | 1A                      |
| 7  | Rákóczi út 157.                    | 13 | 1A                      |
| 9  | Vasútállomás                       | 17 | 1, 1A, 6 Hajdúszoboszló |
| 11 | Szováti út 46.                     | 9  |                         |
| 13 | Rákóczi utca                       | 7  |                         |
| 15 | Bajcsy-Zsilinszky út               | 5  |                         |
| 17 | Nádudvari utca 2.                  | 3  |                         |
| 18 | Nádudvari utca 46.                 | 2  |                         |
| 20 | Nádudvari utca (Temető) végállomás | 0  |                         |